# Jay Riccomini
Jay Riccomini (Port Matilda, 12 marzo 2004) è una sciatrice freestyle statunitense.

## Palmarès

### Coppa del Mondo
- Miglior piazzamento nella Coppa del Mondo generale di freestyle: 41ª nel 2021
- 3 podi:
  - 3 terzi posti